# Dve Mogili
Dve Mogili (in bulgaro Две могили?) è un comune bulgaro situato nella Regione di Ruse di 11 739 abitanti (dati 2009). La sede comunale è nella località omonima

## Località
Il comune è formato dall'insieme delle seguenti località:
- Baniska
- Batišnica
- Băzovec
- Čilnov
- Dve Mogili (sede comunale)
- Kacelovo
- Karan Vărbovka
- Mogilino
- Ostrica
- Pepelina
- Pomen
- Širokovo